# グレート・ディベーター 栄光の教室
『グレート・ディベーター 栄光の教室』（原題：The Great Debaters）は、2007年製作のアメリカ合衆国の映画。
1930年代に全米討論選手権で優勝したテキサス州のワイリー大学のディベート部と彼らを指導した黒人教師メルヴィン・トルソンの実話を映画化したドラマ。デンゼル・ワシントン監督・主演。日本では劇場未公開。

## あらすじ
1935年、人種差別が色濃いテキサス州マーシャル。黒人が通うワイリー大学の教授メルヴィン・トルソンは、差別のない世の中を実現させるための学生の育成の一環として、ディベート部を学内に起ち上げる。トルソンは部員の選考に入り、サマンサ、ヘンリー、ハミルトン、それに学園長の息子のジェームズ・ジュニアの4人が選ばれた。
トルソンは彼らに徹底したディベート・テクニックや偉人たちの言葉の使い方を教え込む。やがて彼らは頭角を表し、大学対抗の大会で勝利を重ね、黒人の大学ではもはや敵無しとなり、白人の大学にも名前を轟ろかせ、ついにハーバード大学とのディベートの機会を得る。
その前夜、ジェームズ・ジュニアは町中でトルソンを見かけるが、その雰囲気がいつもと違っていることを不審に思い、密かに後をつける。するとトルソンはある場所へ向かった。そこには多くの黒人労働者が集まっていた。実はトルソンには労働組合の幹部というもう一つの顔があり、黒人労働者に運動を起こさせるため、密かに彼らに知識を与えていたのだ。
そこへ警察が突入、トルソンは逃げ延びるが、拷問を受けた仲間から漏れた情報で逮捕される。この一件でトルソンは教員免許も剥奪され、ディベート部にも主張が過激すぎると圧力がかかってくる。メンバー達は指導者のトルソンを欠いたままディベートにのぞむことに。

## キャスト
- メルヴィン・トルソン：デンゼル・ワシントン
- ジェームズ・ファーマー・シニア：フォレスト・ウィテカー
- ヘンリー・ロウ：ネイト・パーカー
- サマンサ・ブック：ジャーニー・スモレット
- ジェームズ・ファーマー・ジュニア：デンゼル・ウィテカー
- ハミルトン・バージェス：ジャーメイン・ウィリアムズ
- ルース・トルソン：ジーナ・ラヴェラ
- ドージャー保安官：ジョン・ハード
- パール・ファーマー：キンバリー・エリス